# Contea di Bullock
La contea di Bullock, in inglese Bullock County, è una contea dello Stato dell'Alabama, negli Stati Uniti. La popolazione al censimento del 2000 era di 11.714 abitanti. Il capoluogo di contea è Union Springs.

## Geografia fisica
La contea si trova nella zona centro meridionale dello Stato. L'U.S. Center Bureau certifica che l'estensione della contea è di 1.621 km², di cui 1.619 km² composti da terra e i rimanenti 2 km² composti di acqua. Si colloca nella regione della pianura costiera orientale del golfo. Il fiume Conecuh attraversa il centro della contea e il fiume Pea, un affluente del fiume Choctawhatchee, scorre lungo il suo confine sud-orientale. Inoltre vi scorrono il Bughall Creek, un affluente del fiume Tallapoosa, l'Old Town Creek e il Line Creek.

### Contee confinanti
- Contea di Macon - nord
- Contea di Russell - nord-est
- Contea di Barbour - sud-est
- Contea di Pike - sud-ovest
- Contea di Montgomery - ovest

## Storia
La contea di Bullock fu creata da un atto legislativo dello stato il 5 dicembre 1866. Ricavata da parti delle contee di Macon, Pike, Montgomery e Barbour, prese il nome dal colonnello confederato e originario dell'Alabama Edward C. Bullock. Come gran parte del sud-est dell'Alabama, la contea di Bullock era una volta la casa dei nativi Creek. Durante il trattato di Fort Jackson nel 1814, questa popolazione cedette 23 milioni di acri di terra in Alabama e in Georgia al governo degli Stati Uniti. Il confine delle terre cedute dai Creek attraversava l'odierna contea di Bullock da nord-est della stazione di Mitchell a sud-est di Pine Grove. In seguito al riconoscimento dell'Alabama come stato USA nel 1819 e dopo l'Indian Removal Act, i coloni si riversarono nell'attuale contea di Bullock. La ricchezza del suolo nella zona rese molto favorevole la produzione di cotone e la contea divenne rapidamente una delle più ricche dello stato.
Come molte contee in Alabama, la Contea di Bullock fu devastata dalla guerra civile. La contea di Bullock era stata una volta una delle principali aree di produzione agricola, con una popolazione pre-bellica di persone schiavizzate di circa il 70%, ma l'emancipazione e la ricostruzione causarono un forte calo della produzione.
La contea di Bullock elesse due afroamericani nella legislatura statale, ma le conseguenze della guerra ridussero notevolmente la ricchezza dell'area. All'inizio del XX secolo, diversi stabilimenti di cotone di proprietà della famiglia Comer aprirono a Union Springs.

## Società

### Evoluzione demografica
Abitanti censiti (migliaia)

Grafico delle fasce di età in base al censimento del 2000

Al censimento del 2000, risultano 11.714 abitanti, 3.986 nuclei familiari e 2.730 famiglie residenti nella contea. La densità della popolazione è di 7,23 ab./km². Ci sono 4.727 alloggi con una densità di 3/km². La composizione etnica della città è 25,25% bianchi, 73,11% neri o afroamericani, 0,38% nativi americani, 0,18% asiatici, 0,02% isolani del Pacifico, 0,37% di altre razze, e 0,70% meticci. Il 2,75% della popolazione è ispanica.
Dei 3.986 nuclei familiari, il 33,50% ha figli di età inferiore ai 18 anni che vivono in casa, il 35,50% sono coppie sposate che vivono assieme, il 28,20% è composto da donne con marito assente, e il 31,50% sono non-famiglie. Il 28,90% di tutti i nuclei familiari è composto da singoli e il 12,30% da singoli con più di 65 anni di età. La dimensione media di un nucleo familiare è di 2,56 mentre la dimensione media di una famiglia è di 3,13.
La suddivisione della popolazione per fasce d'età è la seguente: 26,10% sotto i 18 anni, 10,30% dai 18 ai 24, 29,30% dai 25 ai 44, 21,20% dai 45 ai 64, e 13,20% oltre i 65 anni. L'età media è 35 anni. Per ogni 100 donne ci sono 110,20 uomini. Per ogni 100 donne sopra i 18 anni ci sono 113,40 uomini.
Il reddito medio di un nucleo familiare è di 20.605$, mentre per le famiglie è di 23.990$. Gli uomini hanno un reddito medio di 22.560$ contro i 19.069$ delle donne. Il reddito pro capite della città è di 10.163$. Il 29,80% delle famiglie e il 33,50% della popolazione è sotto la soglia di povertà. Sul totale della popolazione, il 44,70% dei minori di 18 anni e il 29,10% di chi ha più di 65 anni vive sotto la soglia di povertà.

## Cultura

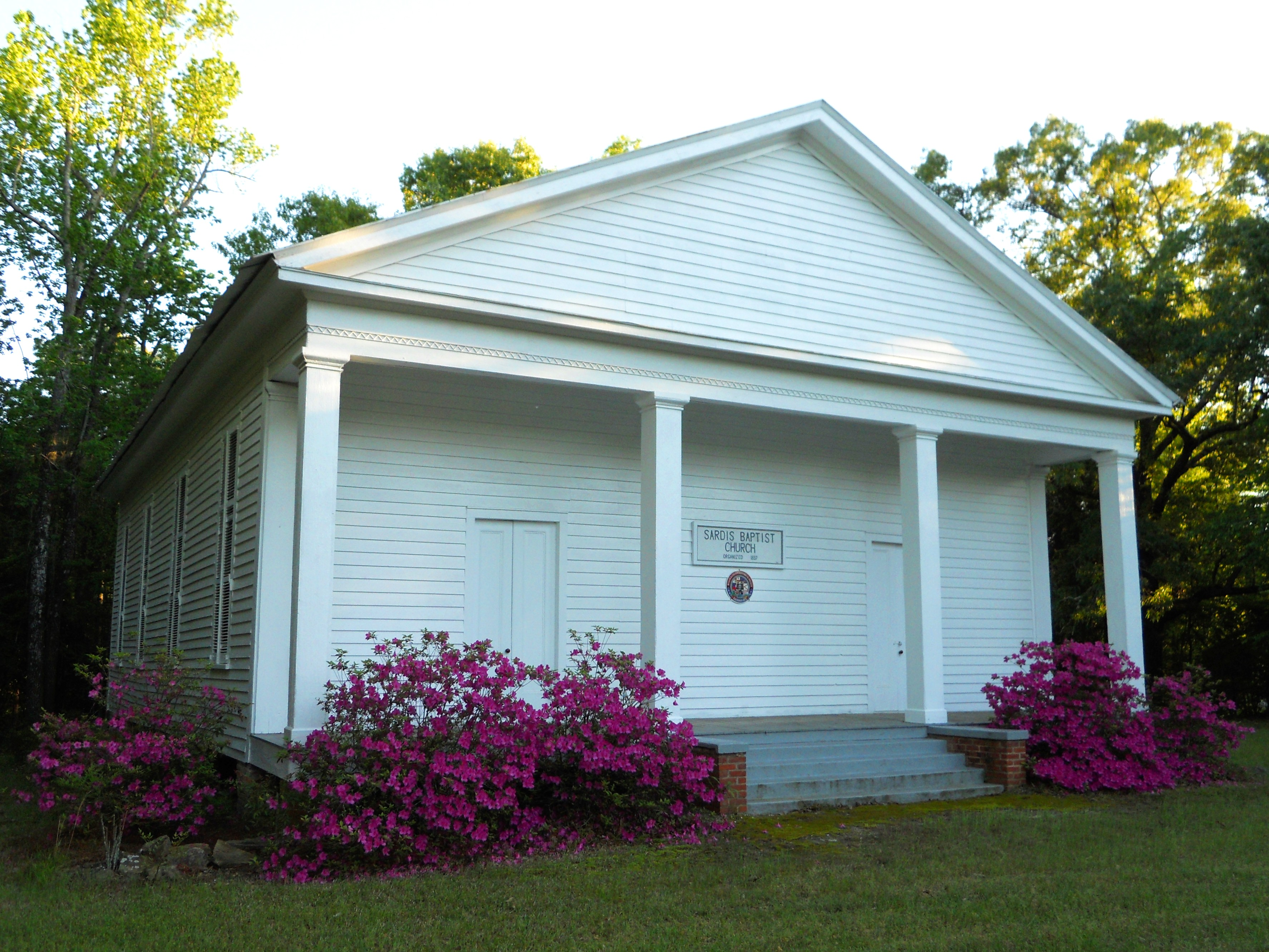
Sardis Baptist Church a Union Springs

### Istruzione
Il sistema scolastico della contea di Bullock impiega attualmente 122 insegnanti e amministratori che guidano 1.952 studenti in sei scuole. Inoltre nella contea è presente una scuola privata.

## Comuni[8]
- Fitzpatrick - cdp
- Midway - town
- Union Springs (capoluogo) - city

## Economia
Durante il XIX secolo, la contea di Bullock era il centro dell'industria del cotone. I ricchi terreni della Black Belt erano eccellenti per la coltivazione del cotone e Bullock County divenne una delle contee più ricche. Sulla scia della devastazione provocata dalla guerra civile, i contadini tentarono di diversificarsi con altre colture come il mais e l'erba medica. Inoltre, le terre agricole esaurite venivano vendute come terreni di caccia e addestramento di cani da caccia.
Secondo il censimento, la contea di Bullock è costantemente tra le contee più povere dell'Alabama e tra le prime 25 più povere della nazione, con il 33% della popolazione che vive sotto la soglia di povertà.

### Occupazione
La forza lavoro nell'attuale contea di Bullock è suddivisa tra le seguenti categorie professionali:
- Produzione (26,5%)
- Servizi educativi, assistenza sanitaria e assistenza sociale (15,2%)
- Commercio al dettaglio (10,6%)
- Trasporto, magazzinaggio e servizi di pubblica utilità (8,7%)
- Costruzione (8,4%)
- Agricoltura, silvicoltura, pesca, caccia ed estrattiva (8,2%)
- Pubblica amministrazione (6,5%)
- Arte, intrattenimento, svago, servizi di alloggio e ristorazione (3,5%)
- Commercio all'ingrosso (3,2%)
- Informazioni (3,2%)
- Altri servizi, ad eccezione della pubblica amministrazione (3,1%)
- Finanza e assicurazione, immobiliare, noleggio e leasing (2,0%)
- Servizi professionali, scientifici, di gestione, amministrativi e di gestione dei rifiuti (0,8%)

## Infrastrutture e trasporti

### Principali strade ed autostrade
Le principali vie di trasporto sono:
- U.S. Highway 29
- U.S. Highway 82
- State Route 51